# Trifório

Secção esquemática de uma catedral, com indicação do trifório.

O termo arquitectónico trifório  refere-se a uma galeria estreita, aberta (ou arcada cega) sobre o andar das arcadas ou das tribunas e sob o clerestório nas paredes laterais que separam a nave principal das colaterais nas igrejas ou catedrais medievais. Esta zona sem janelas faz a ligação estética entre os outros dois elementos do conjunto dando outra plasticidade à parede que de outro modo ficaria vazia e fechada para o exterior por aí se encontrar o telhado das naves laterais (mais baixas que a nave central).
Com o desenvolvimento do estilo gótico outras coberturas para as alas laterais são desenvolvidas permitindo rasgar aberturas para o exterior na zona do trifório. Deste modo esta zona perde o seu objectivo e função originais.

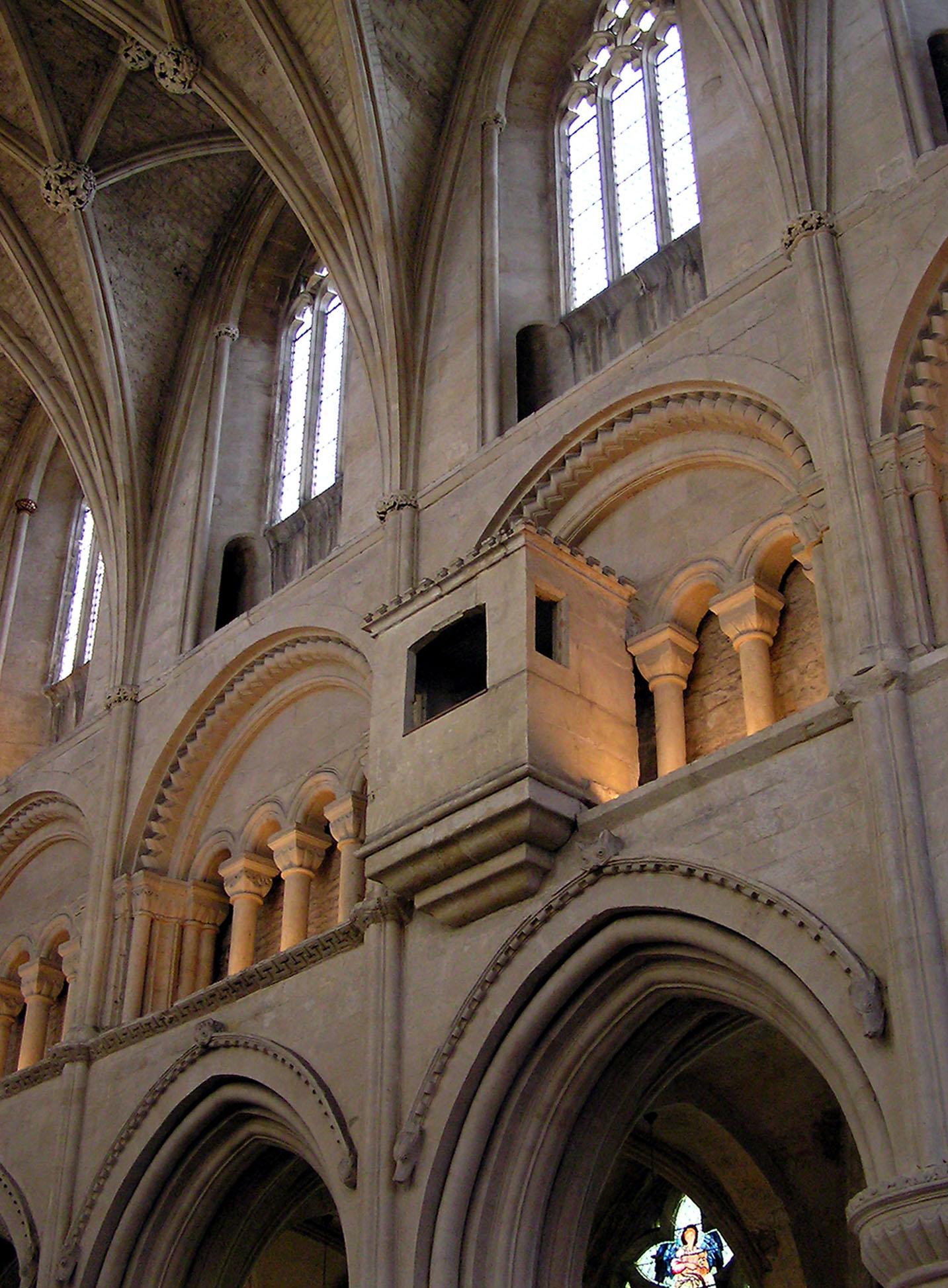
Abadia de Malmesbury, o trifório é o nível intermédio com uma arcada cega.